# Фил Тилен
Славен Берић (Бјеловар, 1988), познатији под уметничким именом Фил Тилен, хрватски је репер, музичар, текстописац и водитељ. Музиком је почео да се бави као тинејџер, када је био у групама RHS Coolektiv и Револт, а потом започео соло каријеру. Његов музички стил би се могао описати као комбинација репа, фанка, ска, ар-ен-бија, драм-ен-бејса и дабстепа. Једна од ствари која га карактерише јесте брзи флоу од чак 420 речи у минути, односно у просеку 9 речи у секунди.

## Биографија
Славен Берић је рођен 1988. године у Бјеловару. Детињство је провео у Херцеговцу, где је завршио основну школу. Средњу школу је завршио у Бјеловару, када је почео да се бави музиком и снимио прву песму. Прве концерте, што са својим бендом, што самостално, имао је већ са 14 година, када је наступао уз Тошета Проеског, Нереда, Нину Бадрић и General Woo-а.
Након тога, Славен је постао члан хип хоп групе RHS Coolektiv, а потом и члан бенда Револт. Са колективом RHS је наступао широм Хрватске и са њима објављивао за издавачку кућу Aquarius Music Publishing. Године 2009. победио је на хрватском фестивалу Минивал, што је било први пут да то такмичење освоји неки репер. Након победе, напустио је групу и посветио се соло каријери.
Почетак соло каријере означиле су песме Џаба Лебарош и Дебела, а 2012. године је однео победу на Jabbaton MC grime/rap такмичењу. Маја 2013. године објавио је песму Outsider која се потом нашла на микстејпу Улица који је издала српска продукцијска кућа Басивити.
Фебруара 2014. године издао је свој први студијски албум који носи назив Представа почиње. На албуму се налази 18 песама, међу којима и претходно објављене песме Дебела, Outsider, Падање, Роб и Мед и крв. Као гости, на албуму се појављују Никола Марјановић (на песми Мед и крв) и Looney (на песми Хвала).
Пажњу на себе привукао је августа 2014. године, када је објавио песму Жиголо коју прати експлицитан спот. Главну улогу у споту има бивша манекенка Реа Матас, док се као главни негативац у споту појављује хрватски музичар Тончи Хуљић. Према Тиленовим речима, видео представља саркастичан осврт на тренутно стање у музичкој индустрији.
Широј публици постао је познат након што је постао учесник треће сезоне хрватске верзије емисије Твоје лице звучи познато крајем 2016. године. Током 2017. објавио је песму Ко вам је реко, која је постала популарна код шире публике. Годину дана након тога, објавио је још један сингл — Параноја, а обе песме радили су београдски продуценти Немања Филиповић и Марко Мандић.
Његов музички стил би се могао описати као комбинација репа, фанка, ска, ар-ен-бија, драм-ен-бејса и дабстепа. Познат је по брзом флоу од чак 420 речи у минути, односно у просеку 9 речи у секунди. Када је реч о уметничком имену, надимак Фил носи још од основне школе, када је био најгласније дете и стално филозофирао, док Тилен представља лика из истоимене књиге словенског писца Јанеза Вапотника из 1982. године, која је Славену била омиљена књига.
Поред певања, Тилен је такође телевизијски и радијски водитељ. Има своју емисију на Отвореном радију. Од 2017. је водитељ радијске емисије „Ентер Вечер” на Ентер Загреб радију, где пушта светске хитове електронске музике. Такође, позајмљивао је глас ликовима у цртаним филмовима, глумио у позоришној представи Гаража Ивице Буљана, а ради и као сценариста и редитељ. Аутор је контроверзног спота Жиголо који је победио на Сплит спот фестивалу. Поред тога, сам ради режију и сценарио за већину својих спотова.

## Дискографија

### Албуми
- Представа почиње (2014)[14]

### Синглови
- Црно на бијело (ft. Црни, Генотип, Таргет, 2006)
- (Псето, 2010)
- Џаба Лебарош (ft. Монгрел, 2011)
- Браво царе (ft. Марко Мандић, 2016)
- Ко вам је реко (2017)
- (2018)[15]
- Параноја (2018)